# أندري كانتشيلسكيس
أندري كانتشيلسكيس بالإنجليزية "'Andrei Kanchelskis"' من مواليد 23 يناير 1969 في كيروفغراد في الاتحاد السوفيتي، لاعب كرة قدم روسي.
بدأ مسيرته الكروية مع نادي دينامو كييف في عام 1988، وفي عام 1990 انتقل إلى نادي شاختار دونتسك، ولعب معهم 28 مباراة وسجل 17 هدف، وفي عام 1991 انتقل إلى نادي مانشستر يونايتد الإنجليزي، ولعب معهم حتى عام 1995، وشارك معهم في 145 مباراة وسجل 68 هدف، وفي موسم 1995/1996 انتقل إلى نادي إيفرتون الإنجليزي، ولعب معهم 62 مباراة وسجل 40 هدف، وفي عام 1996 انتقل إلى نادي فيورنتينا الإيطالي، ولعب معهم حتى عام 1998، وشارك معهم في 29 مباراة وسجل 20 هدف، وفي عام 1998 انتقل إلى نادي رينجرز الإسكتلندي، ولعب معهم حتى عام 2002، وشارك معهم في 165 مباراة وسجل 112 هدف، وفي عام 2001 أعير إلى نادي مانشستر سيتي الإنجليزي، ولعب معهم 18 مباراة، وفي عام 2003 انتقل إلى نادي ساوثامبتون الإنجليزي، ولعب معهم 24 مباراة وسجل 12 هدف، وفي عام 2003 انتقل إلى نادي الهلال السعودي، ولعب معهم 3 مباريات، وفي موسم 2004/2005 انتقل إلى نادي ساتورن موسكو أولبسات، ولعب معهم 32 مباراة وسجل 3 أهداف، وفي عام 2006 انتقل إلى نادي كريكلا سوفيتوف، ولعب معهم 22 مباراة وسجل هدف واحد.
و قد لعب مع منتخب الاتحاد السوفيتي لكرة القدم، وشارك معهم في 24 مباراة وسجل 16 هدف، وقد لعب مع منتخب اتحاد الدول المستقلة لكرة القدم، وشارك معهم في 14 مباراة وسجل 7 أهداف، ولعب مع منتخب روسيا لكرة القدم، وشارك معهم في 75 مباراة وسجل 58 هدف.

## روابط خارجية
- أندري كانتشيلسكيس على موقع الاتحاد الدولي (مؤرشف)  (الإنجليزية)
- أندري كانتشيلسكيس على موقع الاتحاد الأوربي (الإنجليزية)
- أندري كانتشيلسكيس على موقع قاعدة بيانات كرة القدم.إي يو (الإنجليزية)
- أندري كانتشيلسكيس على موقع ناشيونال فوتبول تيمز (الإنجليزية)
- أندري كانتشيلسكيس على موقع Soccerbase.com (لاعب) (الإنجليزية)
- أندري كانتشيلسكيس على موقع عالم كرة القدم.نت (الإنجليزية)